# Schnellrestaurant

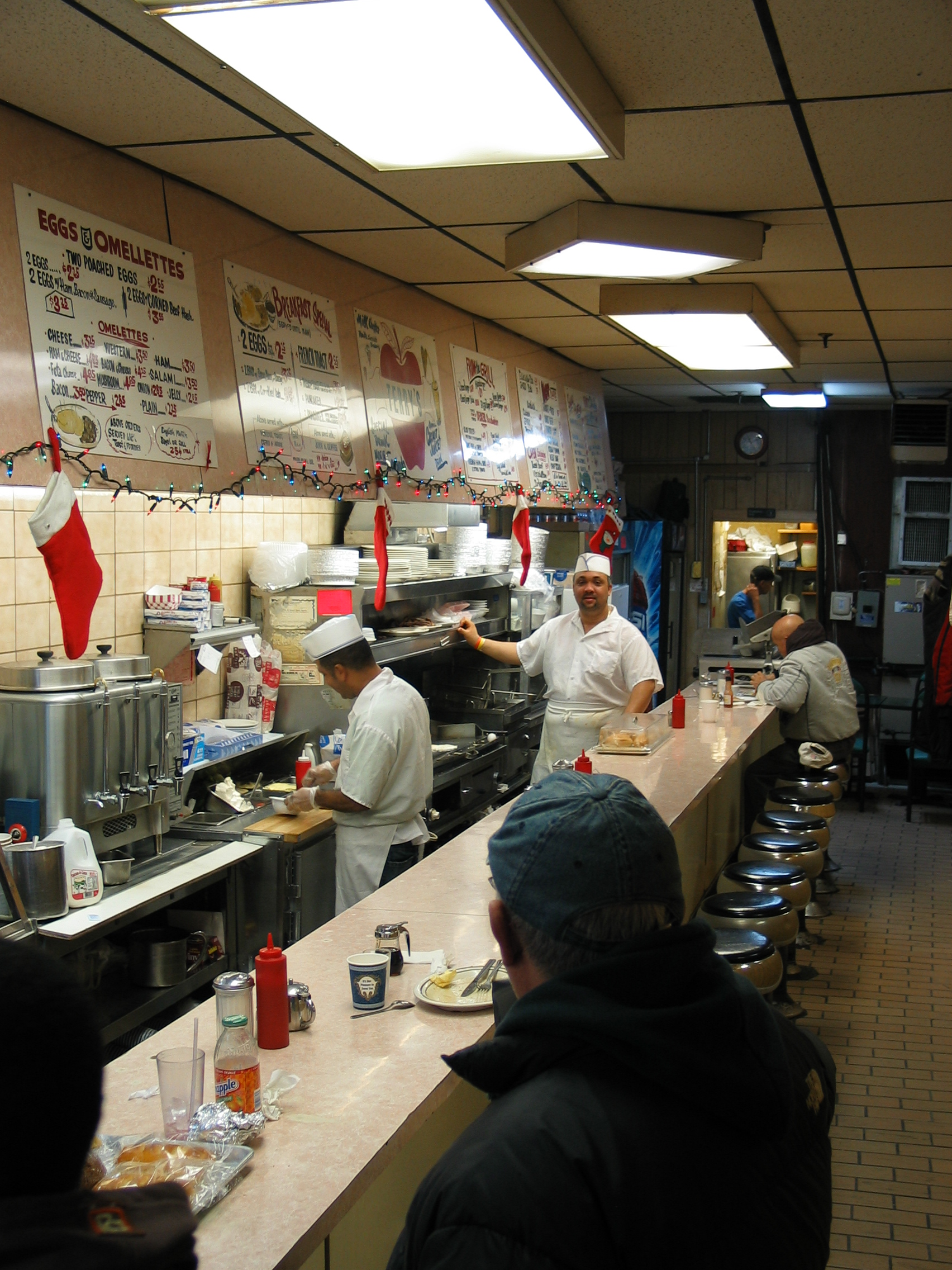
Diner in Brooklyn

Ein Schnellrestaurant ist ein Restaurant, bei dem der Schwerpunkt auf schneller Bedienung und auf schnellem Verzehr der Speisen liegt. Service und Preise sind niedriger als bei anderen Restaurants. Die Speisen werden häufig als Fastfood bezeichnet. Schnellrestaurants gehören oft zu übergeordneten Franchise-Ketten. Viele Schnellrestaurants sind Selbstbedienungsrestaurants.
Zu den Schnellrestaurants mit Bedienung gehören die amerikanischen Diner und die Drive-in-Restaurants. Die Speisen werden häufig bereits zubereitet vorgehalten und nur aufgewärmt.
Im Unterschied zu einer Imbissbude hat ein Schnellrestaurant Sitzplätze und zumindest rudimentäres Gedeck (Tablett).

## Geschichte
Schnellrestaurants entwickelten sich nach dem Zweiten Weltkrieg vor allem in den USA. Als erste Schnellrestaurantkette gilt das Unternehmen White Castle, das zunächst nur Hamburger verkaufte. Perfektioniert wurde der Schnellservice in den 1950er Jahren von McDonald’s durch die rationelle Herstellung der Produkte durch strikte Aufgabenteilung in der Küche.

## Selbstbedienung

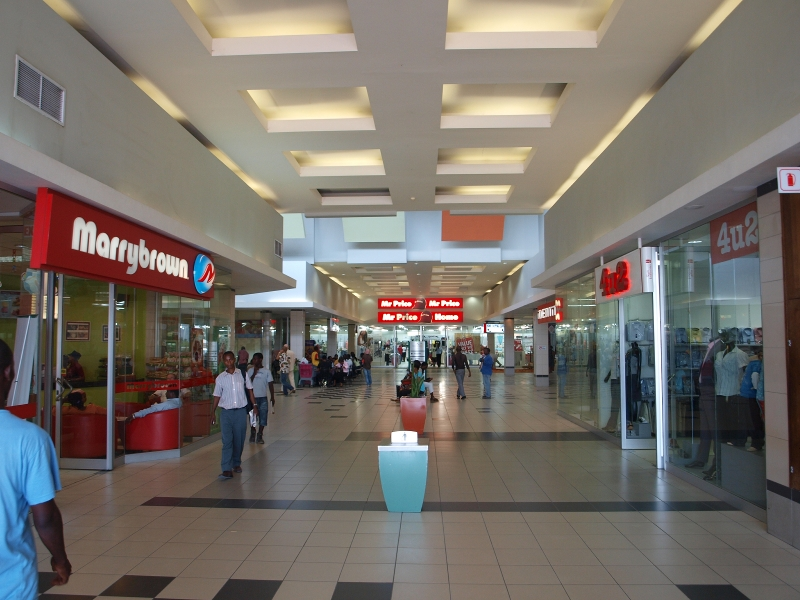
Ein Marrybrown-Schnellrestaurant in Tansania

Selbstbedienungsrestaurants sind Schnellrestaurants. Organisatorisch wird unterschieden zwischen der Selbstbedienung On-Line, wo der Gast in einer Schlange an einer Theke entlanggeführt wird, Free-Flow, wo der Gast an Theken und Vitrinen, die frei im Raum aufgestellt sind, auswählen kann, und Take-Away, wo der Gast an einer zentralen Verkaufstheke mit Kasse bedient wird.

## Cafeteria

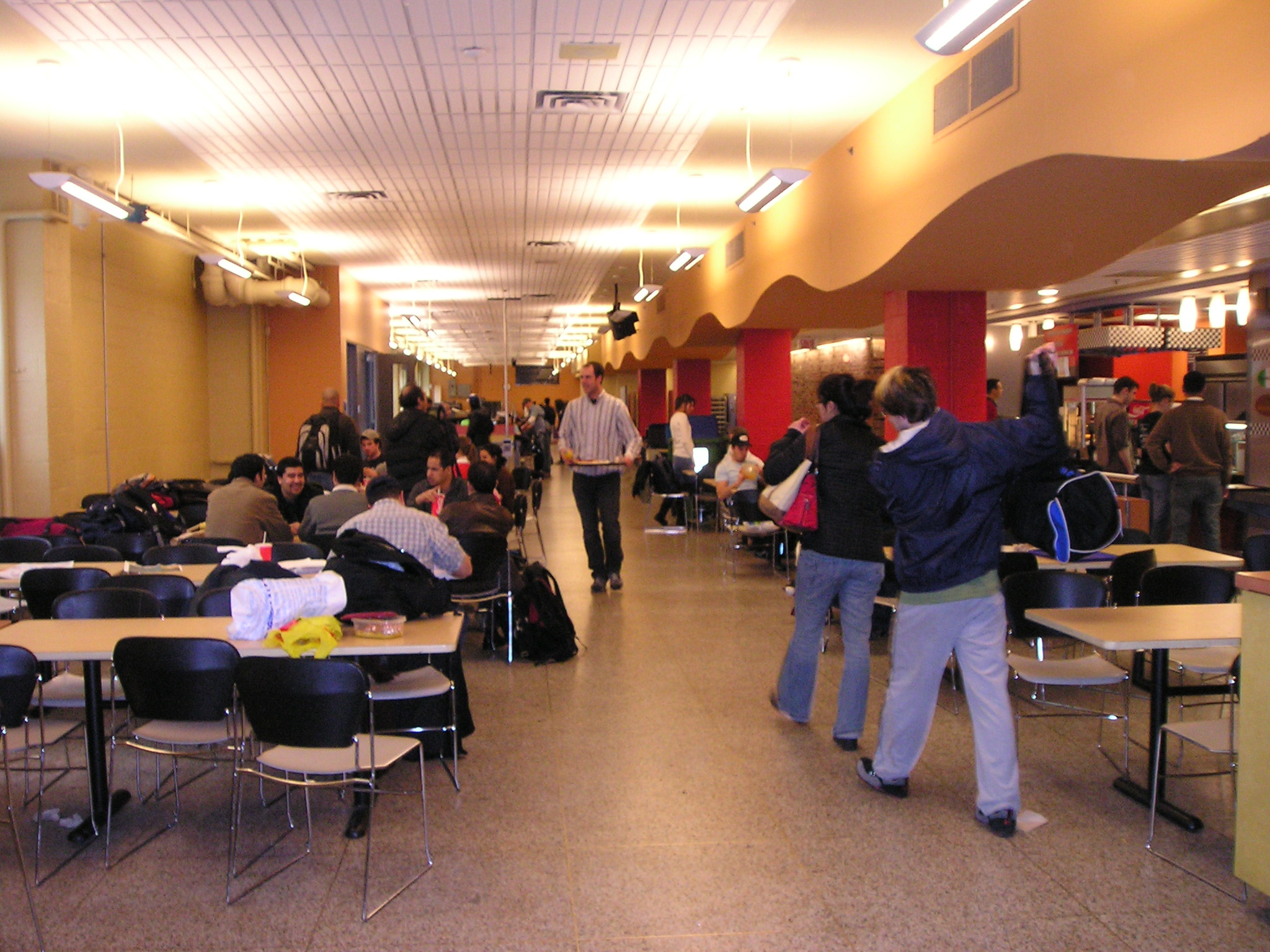
Mensa mit Cafeteria-System

Eine Cafeteria ist ein Schnellrestaurant mit Selbstbedienung, in dem die Kunden in einer Warteschlange mit einem Tablett an Behältern und Vitrinen mit Speisen vorbeigehen, aus denen sie ihre Auswahl treffen, die sie anschließend an der Kasse bezahlen. Die Speisen und Getränke werden in einer Linie in Vitrinen, in einem Bain-Marie, auf einem Chafing-Dish, in Kühltruhen oder in Automaten bereitgestellt.

### Geschichte
Diese Restaurantform kam in den USA Ende des 19. Jahrhunderts als günstige Alternative zu den Restaurants mit Bedienung auf, die für einfache Arbeiter zu teuer waren. Das Konzept der Cafeteria wurde von Kantinen, Mensen und Autobahnraststätten übernommen.
Eine frühe Cafeteria, die Männern vorbehalten war, gab es schon 1885 in New York. Die Young Women’s Christian Association eröffnete in New York, in Chicago ähnliche Einrichtungen für Frauen.
Die frühen Cafeterias nahmen die Stelle von Betriebskantinen ein, die viele Unternehmen damals nicht hatten. Eine wichtige Rolle für die Verbreitung dieses Schnellrestaurants spielte die Weltausstellung 1893 in Chicago, bei der eine Cafeteria vorgestellt wurde.
Als erste Betreiber rein kommerziell betriebener Cafeterias gelten William und Samuel Childs, die 1898 in New York ein Buffet mit Selbstbedienung und Tabletts für die Kunden einführten.
Die Cafeteria-Idee breitete sich zunächst in Kalifornien aus, der Süden und der Südwesten der USA folgten später bei der Einführung der Selbstbedienung in einfachen Restaurants, die vollständige Mahlzeiten anboten.
Kurz nach 1900 hatte sich bei Childs das heute noch übliche Konzept der klassischen Cafeteria etabliert, bei dem sich die Kunden mit einem Tablett in eine Warteschlange einreihen und an einer Reihe mit Speiseangeboten vorbeigehen. In Los Angeles öffnete die erste kommerzielle Cafeteria 1905, die damit warb, dass die Gäste bei der Essenszubereitung zusehen können und das Trinkgeld für die Bedienung sparen. Es folgten San Francisco und Washington, D.C.

### Name
Das Wort Cafeteria wurde im 19. Jahrhundert in den USA aus dem mexikanischen Spanisch importiert und ist seit Anfang des 20. Jahrhunderts die Bezeichnung für eine bestimmte Form des Selbstbedienungsrestaurants. Das spanische Wort cafetería bezeichnete in Mexiko eine Art Kaffeehaus, in dem es auch alkoholische Getränke und kleine Speisen gab. Abgeleitet war der Begriff von dem Wort cafetero für Kaffeeverkäufer. In den USA ist das Wort Cafeteria seit 1853 belegt, zuerst für Kalifornien. 1917 wurde der Begriff in US-amerikanische Wörterbücher aufgenommen. Vor allem im universitären Umfeld ist häufig auch die umgangssprachliche Verkürzung Cafete anzutreffen.

## Automatenrestaurant

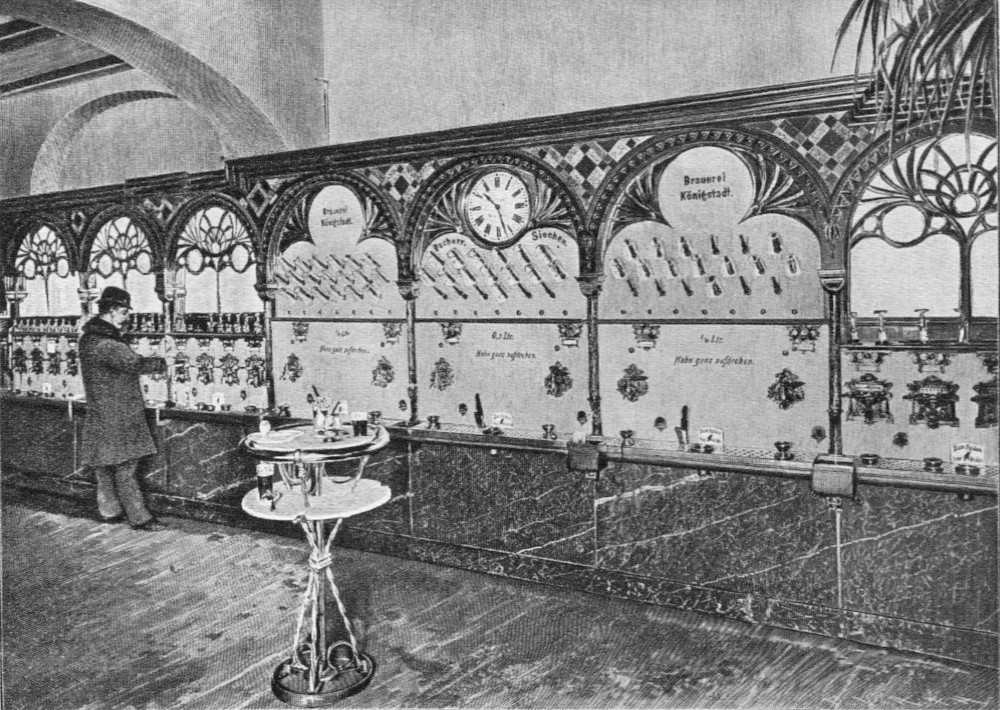
Stollwerck-Automatenrestaurant in Berlin von 1896

Ein Automatenrestaurant ist ein Selbstbedienungsrestaurant mit Sitzplätzen, in dem die Gerichte und Getränke in Verkaufsautomaten bereitgehalten werden, die mit einem Münzeinwurf versehen sind, so dass die Kunden im Restaurant keinerlei Kontakt zu Servicepersonal haben.

### Geschichte

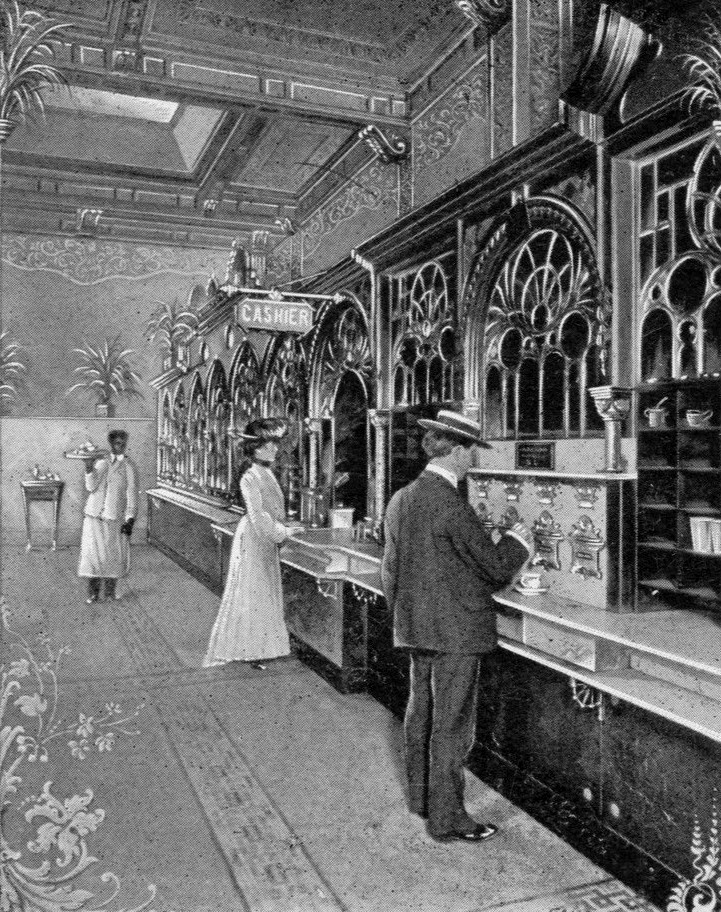
Horn-&-Hardart-Automatenrestaurant in Philadelphia, 1904

Das weltweit erste Schnellrestaurant dieser Art wurde 1896 von Ludwig Stollwerck an der Leipziger Straße in Berlin eröffnet. Es war von der Deutschen Automaten-Gesellschaft Stollwerck & Co. eingerichtet worden, die Ludwig Stollwerck gemeinsam mit den Erfindern Max Sielaff und Theodor Bergmann 1895 gegründet hatte. Ludwig Stollwerck und Max Sielaff stellten auf der Berliner Gewerbeausstellung 1896 einen „Automatenpavillon“ aus. Andere Städte mit „Automatischen Buffets“ folgten, vor dem Ersten Weltkrieg gab es in Deutschland rund 50 Automatenrestaurants, z. B. das Automatische Restaurant in Hannover. 1887 hatten Ludwig Stollwerck und sein US-amerikanischer Geschäftspartner John Volkmann das Unternehmen Volkmann, Stollwerck & Co. für das Automatengeschäft in den USA gegründet. Ab 1898 eröffnete Volkmann, Stollwerck & Co. Automatenrestaurants in San Francisco, New York City, Philadelphia, St. Louis und anderen US-amerikanischen Städten.

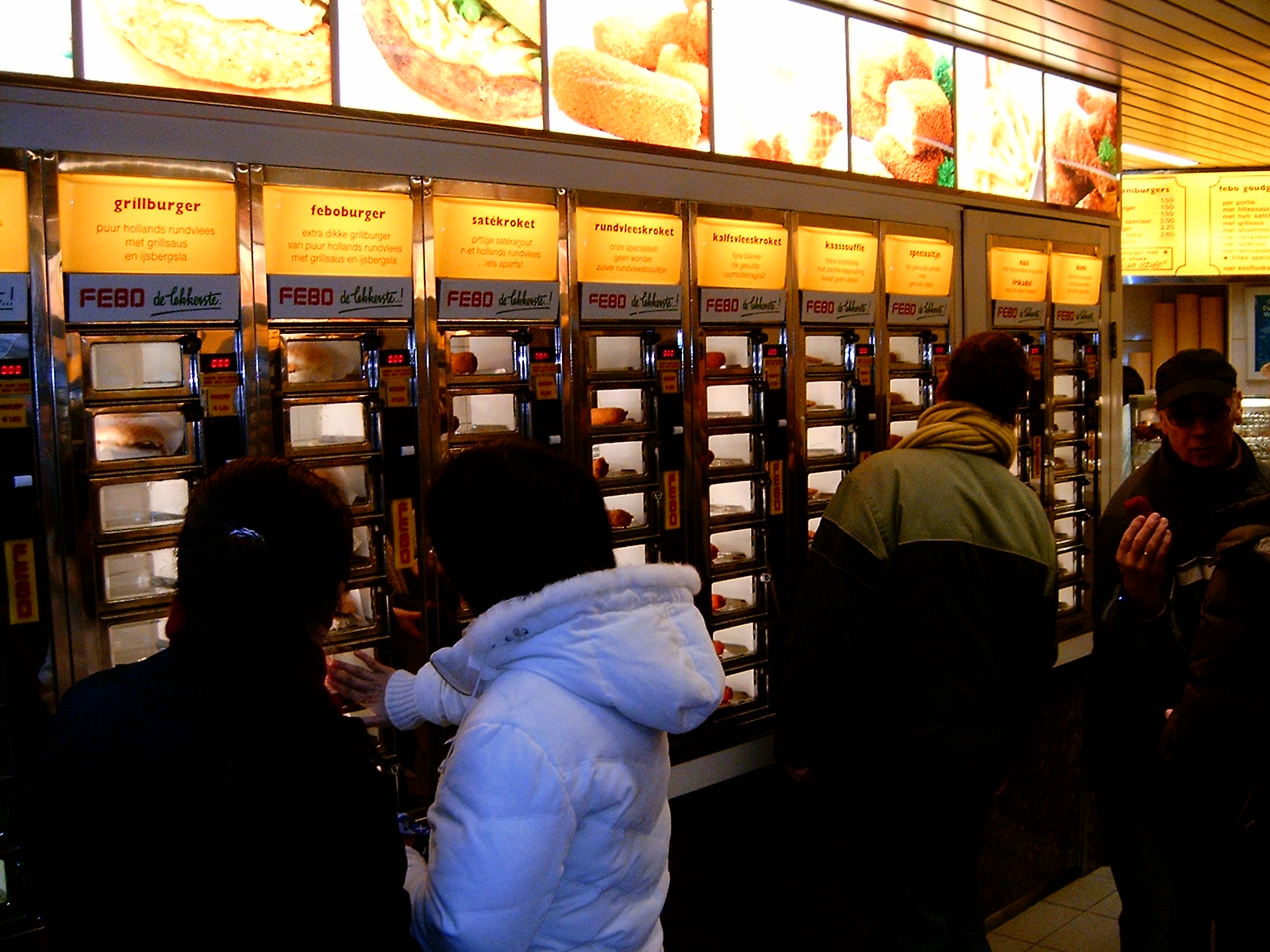
Automatenwand im Restaurant Nieuwendijk in Amsterdam

Das erste automatische Restaurant der US-amerikanischen der Horn & Hardart Company wurde 1902 in Philadelphia eröffnet. Es folgten bald weitere Filialen dieses Unternehmens, aber erfolgreich waren sie außer in Philadelphia nur noch in New York. 1950 gab es in beiden Städten zusammen etwa 85 Automatenrestaurants, 1979 waren es nur noch zwei. Die meisten ehemaligen Filialen von Horn & Hardart wurden von Burger King übernommen. In den 1950er und 1960er Jahren versuchten mehrere Fast-Food-Ketten, in das Automatengeschäft einzusteigen (unter anderem White Tower Hamburgers mit einem System namens Tower-O-Matic), aber keine war erfolgreich. Die meisten Kunden empfanden fast personalfreie Restaurants als zu unpersönlich.
In den Niederlanden sind Automatenrestaurants am Ende des 20. Jahrhunderts als Eten uit de muur wieder aufgekommen, unter anderem durch die Kette Febo.